# Saison 2012 de l'équipe cycliste Astana
La saison 2012 de l'équipe cycliste Astana est la sixième de cette équipe.

## Préparation de la saison 2012

### Arrivées et départs
| Arrivées           | Équipe 2011                                 |
| ------------------ | ------------------------------------------- |
| Fabio Aru          | Palazzago Elledent Rad Logistica-MCipollini |
| Borut Božič        | Vacansoleil-DCM                             |
| Janez Brajkovič    | RadioShack                                  |
| Francesco Gavazzi  | Lampre-ISD                                  |
| Dmitriy Gruzdev    | sans équipe                                 |
| Jacopo Guarnieri   | Liquigas-Cannondale                         |
| Dmitriy Muravyev   | RadioShack                                  |
| Simone Ponzi       | Liquigas-Cannondale                         |
| Kevin Seeldraeyers | Quick Step                                  |
| Egor Silin         | Katusha                                     |

| Départs          | Équipe 2012              |
| ---------------- | ------------------------ |
| Simon Clarke     | GreenEDGE                |
| Allan Davis      | GreenEDGE                |
| Rémy Di Grégorio | Cofidis                  |
| Maxim Gourov     | aucune                   |
| Josep Jufré      | retraite                 |
| Mirco Lorenzetto | retraite                 |
| Andrey Mizourov  | RTS Racing               |
| Gorazd Štangelj  | Directeur sportif Astana |
| Tomas Vaitkus    | GreenEDGE                |

## Coureurs et encadrement technique

### Effectif
| Cycliste                | Date de naissance | Nationalité | Équipe 2011                                 |
| ----------------------- | ----------------- | ----------- | ------------------------------------------- |
| Fabio Aru,              | 3 juillet 1990    | Italie      | Palazzago Elledent Rad Logistica-MCipollini |
| Assan Bazayev           | 22 février 1981   | Kazakhstan  | Astana                                      |
| Borut Božič             | 8 août 1980       | Slovénie    | Vacansoleil-DCM                             |
| Janez Brajkovič         | 18 décembre 1983  | Slovénie    | RadioShack                                  |
| Aleksandr Dyachenko     | 17 octobre 1983   | Kazakhstan  | Astana                                      |
| Dmitriy Fofonov         | 15 août 1976      | Kazakhstan  | Astana                                      |
| Enrico Gasparotto       | 22 mars 1982      | Italie      | Astana                                      |
| Francesco Gavazzi       | 1er août 1984     | Italie      | Lampre-ISD                                  |
| Andriy Grivko           | 7 août 1983       | Ukraine     | Astana                                      |
| Dmitriy Gruzdev         | 13 mars 1986      | Kazakhstan  | Sans équipe                                 |
| Jacopo Guarnieri        | 14 août 1987      | Italie      | Liquigas-Cannondale                         |
| Maxim Iglinskiy         | 18 avril 1981     | Kazakhstan  | Astana                                      |
| Valentin Iglinskiy      | 12 mai 1984       | Kazakhstan  | Astana                                      |
| Tanel Kangert           | 11 mars 1987      | Estonie     | Astana                                      |
| Andrey Kashechkin       | 21 mars 1980      | Kazakhstan  | Astana                                      |
| Fredrik Kessiakoff      | 17 mai 1980       | Suède       | Astana                                      |
| Robert Kišerlovski      | 9 août 1986       | Croatie     | Astana                                      |
| Roman Kreuziger         | 6 mai 1986        | Tchéquie    | Astana                                      |
| Francesco Masciarelli,  | 5 mai 1986        | Italie      | Astana                                      |
| Dmitriy Muravyev        | 2 novembre 1979   | Kazakhstan  | RadioShack                                  |
| Yevgeniy Nepomnyachshiy | 12 mars 1987      | Kazakhstan  | Astana                                      |
| Evgueni Petrov          | 25 mai 1978       | Russie      | Astana                                      |
| Simone Ponzi            | 17 janvier 1987   | Italie      | Liquigas-Cannondale                         |
| Sergey Renev            | 3 février 1985    | Kazakhstan  | Astana                                      |
| Kevin Seeldraeyers      | 12 septembre 1986 | Belgique    | Quick Step                                  |
| Egor Silin              | 25 juin 1988      | Russie      | Katusha                                     |
| Paolo Tiralongo         | 8 juillet 1977    | Italie      | Astana                                      |
| Alexandre Vinokourov,   | 16 septembre 1973 | Kazakhstan  | Astana                                      |
| Andrey Zeits            | 14 décembre 1986  | Kazakhstan  | Astana                                      |

## Bilan de la saison

### Victoires
| Date       | Course                                        | Pays       | Classe | Vainqueur          |
| ---------- | --------------------------------------------- | ---------- | ------ | ------------------ |
| 21/03/2012 | 3e étape du Tour de Catalogne                 | Espagne    | WT     | Janez Brajkovič    |
| 15/04/2012 | Amstel Gold Race                              | Pays-Bas   | WT     | Enrico Gasparotto  |
| 22/04/2012 | Liège-Bastogne-Liège                          | Belgique   | WT     | Maxim Iglinskiy    |
| 12/05/2012 | 7e étape du Tour d'Italie                     | Italie     | WT     | Paolo Tiralongo    |
| 25/05/2012 | 19e étape du Tour d'Italie                    | Italie     | WT     | Roman Kreuziger    |
| 15/06/2012 | 1re étape du Tour de Slovénie                 | Slovénie   | 2.1    | Simone Ponzi       |
| 15/06/2012 | 7e étape du Tour de Suisse                    | Suisse     | WT     | Fredrik Kessiakoff |
| 17/06/2012 | 9e étape du Tour de Suisse                    | Suisse     | WT     | Tanel Kangert      |
| 17/06/2012 | Classement général du Tour de Slovénie        | Slovénie   | 2.1    | Janez Brajkovič    |
| 22/06/2012 | Championnat de Kazakhstan du contre-la-montre | Kazakhstan | CN     | Dmitriy Gruzdev    |
| 22/06/2012 | Championnat d'Ukraine du contre-la-montre     | Ukraine    | CN     | Andriy Grivko      |
| 22/06/2012 | Championnat d'Estonie sur route               | Estonie    | CN     | Tanel Kangert      |
| 24/06/2012 | Championnat de Slovénie sur route             | Slovénie   | CN     | Borut Božič        |
| 24/06/2012 | Championnat du Kazakhstan sur route           | Kazakhstan | CN     | Assan Bazayev      |
| 24/06/2012 | Championnat d'Ukraine sur route               | Ukraine    | CN     | Andriy Grivko      |
| 29/08/2012 | 11e étape du Tour d'Espagne                   | Espagne    | WT     | Fredrik Kessiakoff |
| 11/10/2012 | 3e étape du Tour de Pékin                     | Chine      | WT     | Francesco Gavazzi  |
| 26/10/2012 | 7e étape du Tour de Hainan                    | Chine      | 2.HC   | Dmitriy Gruzdev    |
| 28/10/2012 | Classement général du Tour de Hainan          | Chine      | 2.HC   | Dmitriy Gruzdev    |

### Résultats sur les courses majeures
Les tableaux suivants représentent les résultats de l'équipe dans les principales courses du calendrier international (les cinq classiques majeures et les trois grands tours). Pour chaque épreuve est indiqué le meilleur coureur de l'équipe, son classement ainsi que les accessits glanés par Astana sur les courses de trois semaines.

#### Classiques
| Classique            | Milan-San Remo         | Tour des Flandres     | Paris-Roubaix          | Liège-Bastogne-Liège  | Tour de Lombardie        |
| -------------------- | ---------------------- | --------------------- | ---------------------- | --------------------- | ------------------------ |
| Coureur (classement) | Jacopo Guarnieri (17e) | Maxim Iglinskiy (23e) | Jacopo Guarnieri (23e) | Maxim Iglinskiy (1er) | Fredrik Kessiakoff (10e) |

#### Grands tours
| Grand tour           | Tour d'Italie                                             | Tour de France       | Tour d'Espagne                          |
| -------------------- | --------------------------------------------------------- | -------------------- | --------------------------------------- |
| Coureur (classement) | Roman Kreuziger (15e)                                     | Janez Brajkovič (9e) | Andrey Kashechkin (34e)                 |
| Accessits            | 2 victoires d'étapes (Paolo Tiralongo et Roman Kreuziger) | -                    | 1 victoire d'étape (Fredrik Kessiakoff) |

### Classement UCI
L'équipe Astana termine à la dixième place du World Tour avec 645 points. Ce total est obtenu par l'addition des points des cinq meilleurs coureurs de l'équipe au classement individuel que sont Roman Kreuziger, 20e avec 189 points, Enrico Gasparotto, 33e avec 150 points, Janez Brajkovič, 49e avec 106 points, Maxim Iglinskiy, 52e avec 100 points, et Francesco Gavazzi, 53e avec 100 points,. Le championnat du monde du contre-la-montre par équipes terminé à la 11e place ne rapporte aucun point à l'équipe.
| Rang | Coureur              | Points |
| ---- | -------------------- | ------ |
| 20   | Roman Kreuziger      | 189    |
| 33   | Enrico Gasparotto    | 150    |
| 49   | Janez Brajkovič      | 106    |
| 52   | Maxim Iglinskiy      | 100    |
| 53   | Francesco Gavazzi    | 100    |
| 67   | Robert Kišerlovski   | 77     |
| 111  | Fredrik Kessiakoff   | 29     |
| 113  | Paolo Tiralongo      | 26     |
| 143  | Borut Božič          | 14     |
| 177  | Tanel Kangert        | 6      |
| 195  | Assan Bazayev        | 4      |
| 196  | Alexandre Vinokourov | 4      |
| 208  | Jacopo Guarnieri     | 2      |
| 212  | Andriy Grivko        | 2      |
| 213  | Andrey Kashechkin    | 2      |
| 217  | Aleksandr Dyachenko  | 2      |
| 219  | Dmitriy Fofonov      | 2      |